# Joseph Ferriola
Joseph Anthony Ferriola (* 16. März 1927 in Chicago, Cook County (Illinois); † 11. März 1989 in Houston, Harris County (Texas)); auch bekannt als Joe Nagall, Mr. Clean und Oscar; war ein italo-amerikanischer Mobster der US-amerikanischen Mafia und Oberhaupt des Chicago Outfit.

## Biografie
Joseph Anthony Ferriola  war der Vater von  Nicholas Ferriola – sollte in dessen Fußstapfen als Berufsverbrecher treten – und wuchs in der berüchtigtem Near West Side von Chicago auf.
Als Mentor kann Leonard "Fat Lennie" Caifano, der Bruder von Marshall Joseph Caifano, gelten, der ihm den Weg ins Chicago Outfit ebnete.
1970 wurde Ferriola mit vier anderen Gangstern wegen illegalem Glücksspiels angeklagt und zu fünf Jahren Gefängnis verurteilt, von denen er drei verbüßen musste. Er entwickelte sich zu einem der wichtigsten "enforcer" (am: "Durchsetzer") des Outfit unter Boss Sam Giancana; galt als kaltblütig und war innerhalb der Organisation gefürchtet.
Nebenbei war er zum Caporegime der Streetcrew in Cicero (Illinois). In der modern aufgestellten Mafia-Familie wurde er zunächst bald sowas wie ein Geschäftsführer des Clans und ab 1986 im Prinzip Oberhaupt. Er bewohnte zu diesem Zeitpunkt eine Villa in der Forest Glen Lane in Oak Brook (Illinois) mit 14 Zimmern, deren Wert damals auf 500.000 US-Dollar beziffert wurde, und die nur eine Meile entfernt von dem Anwesen von Joseph Aiuppa gelegen war.
Allerdings bekam Ferriola gesundheitliche Probleme und wurde 1988 als Boss abgelöst. Bereits im Folgejahr starb er im Methodist Hospital in Houston nach seiner zweiten Herztransplantation als Patient von Michael E. DeBakey.

## Familie
Ferriolas Sohn Nicholas Ferriola – ebenfalls Mitglied im Outfit – wurde am 9. September 2008 von Richter James Zagel zu drei Jahren Haft verurteilt.
Ferriolas Neffe Harry Aleman war ebenfalls ein gefürchteter "Enforcer" und Auftragskiller für das Chicago Outfit und befindet sich seit 2010 in Haft.